# 獅子山駅 (成都市)
獅子山駅（ししさんえき、中国語：獅子山站、英語：Shizishan Station）は中国四川省成都市錦江区にある、成都地下鉄7号線の駅。2017年6月2日に開業。駅名は、この駅がある地区の昔の地名『獅子山』から名づけられた。

## 駅内装
この駅は7号線に8駅ある重点芸術駅の一つで、成都出身の作家である李劼人の旧居が駅の付近にあるため、駅の内装は李劼人が小説で描いた世界観がモチーフになっている。李劼人の最も有名な作品といえる大河小説三部作(『死水微瀾』、『暴風雨前』、『大波』)を描いたイラストで、日清戦争から辛亥革命までの間の成都社会での各階層の闘争と社会の波乱万丈な発展の変遷を描いており、李劼人の生涯のプロフィールも紹介されている。

## 歴史
- 2013年9月24日 - 駅建設開始[4]。
- 2017年12月6日 - 開業[1]。

## 駅構造
島式ホーム1面2線の地下駅。
| 地上      |                                   | 出入口                        |  |
| 地下 一階 | 駅ロビー                          | 安全検査、券売機、駅売店      |  |
| 地下 二階 |                                   | ■7号線 外回り （次の駅:大観） |  |
| 地下 二階 | 島式ホーム                        |                               |  |
| 地下 二階 | ■7号線 内回り （次の駅:四川師大） |                               |  |

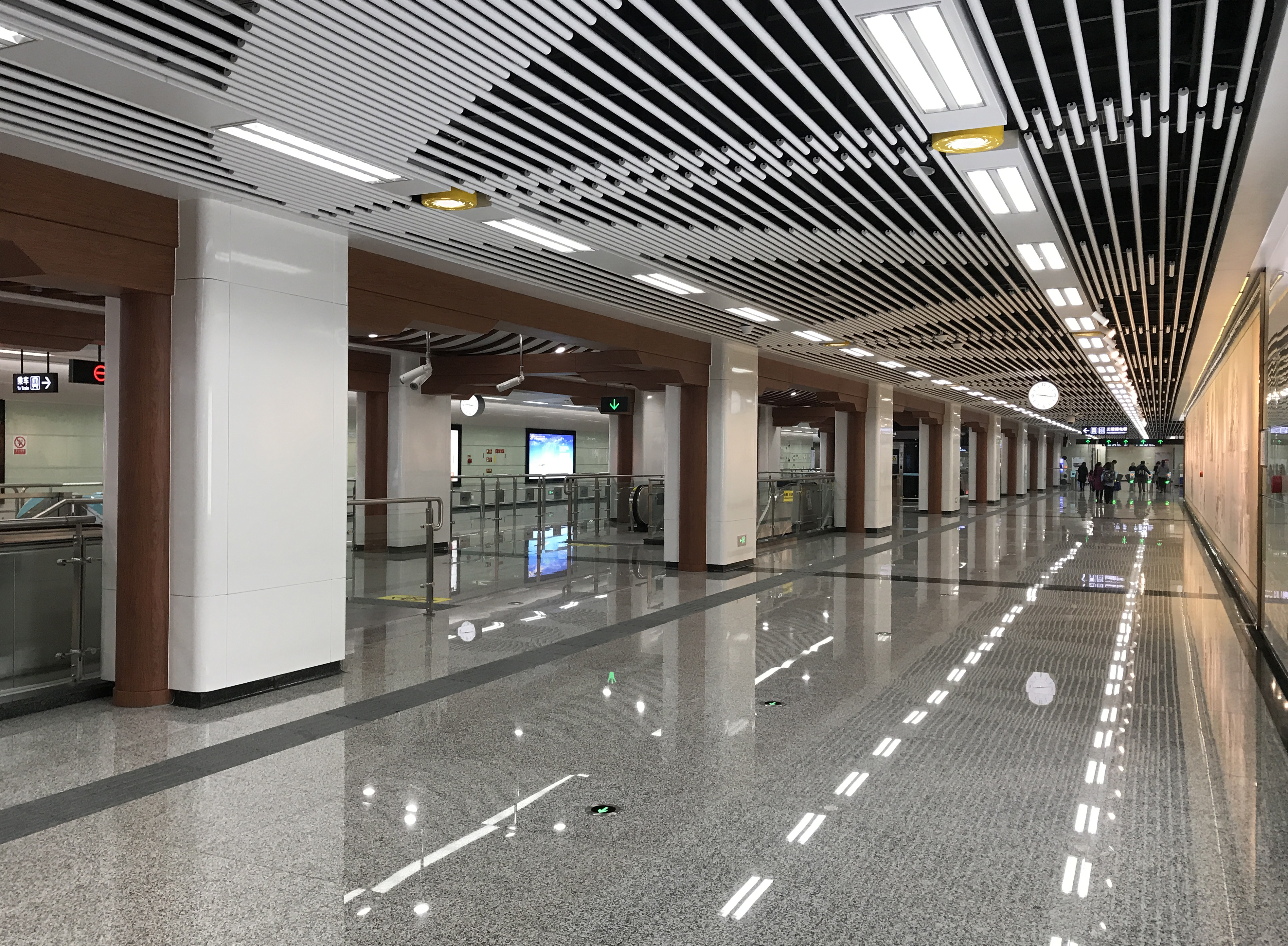
一階ロビー
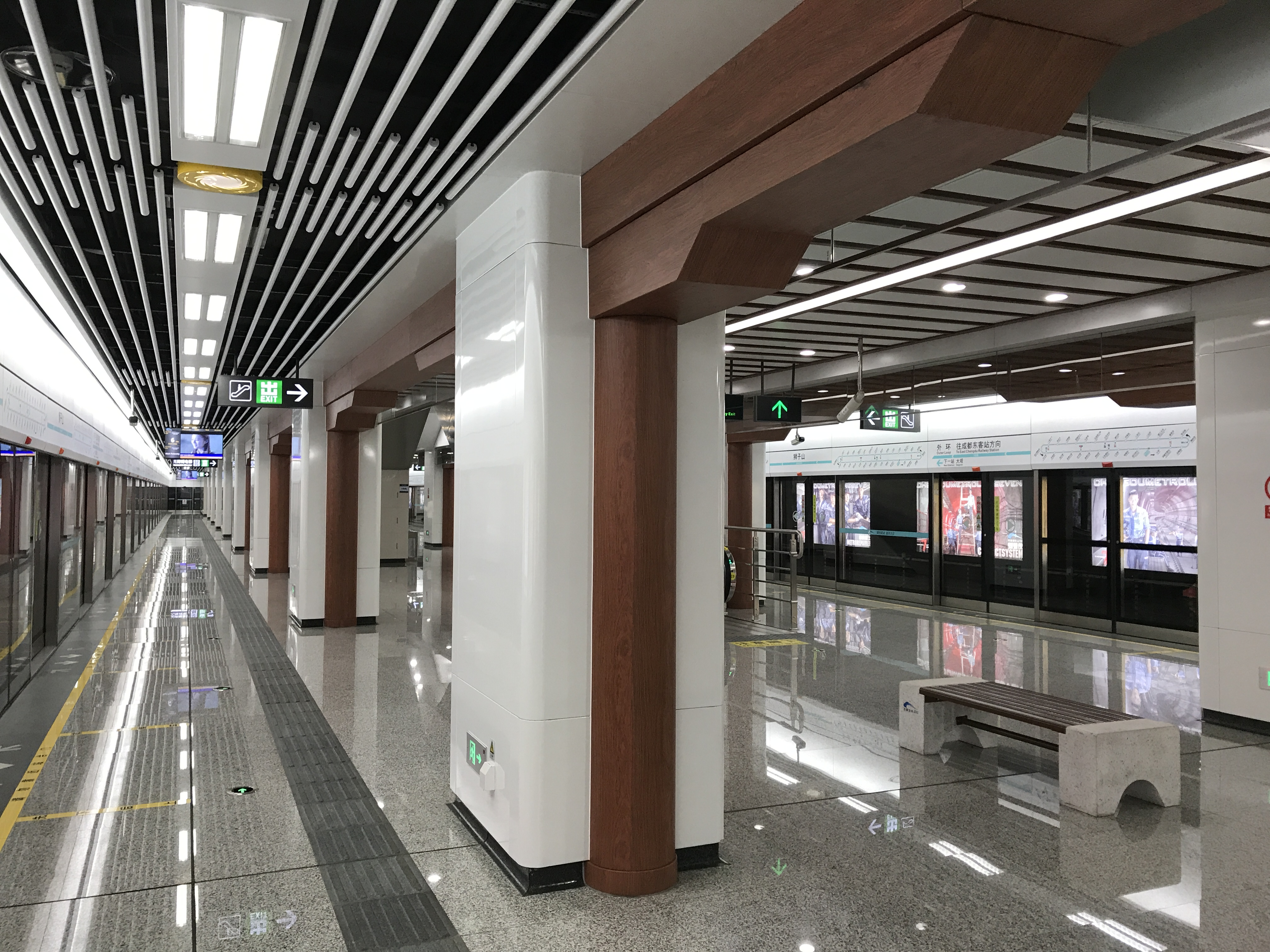
ホーム

## 出入口
出入口は5つある。
|                                               |      |        |                                  |
| 出入口番号                                    | 設備 | 場所   | 出入口付近                       |
| 出口 · A · 1                                  |      | 劼人路 | 四川郵電職業技術學院、李劼人故居 |
| 出口 · A · 2                                  |      | 劼人路 | 菱窠路小学                       |
| 出口 · B                                      |      | 菱窠路 | 嘉和园西区                       |
| 出口 · C                                      |      | 菱窠路 | 四川師範大学獅子山校区           |
| 出口 · D                                      |      | 劼人路 | 嘉和园、成都沙河堡医院           |
| 注： エレベーター \| 車椅子の昇降台 \| トイレ |      |        |                                  |

## 隣の駅
成都地下鉄
■7号線
大観駅 - 獅子山駅  - 四川師大駅